# Лилман (Флорида)
Лилман (енгл. Lealman) насељено је место без административног статуса у америчкој савезној држави Флорида.

## Демографија
По попису из 2010. године број становника је 19.879.
| Група             | 2000.    | 2010.          |
| Белци             | 0 (0,0%) | 14.489 (72,9%) |
| Афроамериканци    | 0 (0,0%) | 1.684 (8,5%)   |
| Азијати           | 0 (0,0%) | 1.378 (6,9%)   |
| Хиспаноамериканци | 0 (0,0%) | 1.897 (9,5%)   |
| Укупно            | 0        | 19.879         |